# Zhaodi
Zhaodi (kinesiska: 赵堤, 赵堤镇) är en köping i Kina. Den ligger i provinsen Henan, i den centrala delen av landet, omkring 130 kilometer nordost om provinshuvudstaden Zhengzhou. Antalet invånare är 29 187. Befolkningen består av 15 700 kvinnor och 13 487 män. Barn under 15 år utgör 25,0 %, vuxna 15-64 år 66 %, och äldre över 65 år 8,0 %.
Genomsnittlig årsnederbörd är 705 millimeter. Den regnigaste månaden är juli, med i genomsnitt 211 mm nederbörd, och den torraste är januari, med 7 mm nederbörd.